# كأس العالم للهوكي 1975
كأس العالم للهوكي 1975 هو الموسم 3 من  كأس العالم للهوكي. أقيم في 1975، وأشرف على تنظيمه الاتحاد الدولي للهوكي.

## نتائج الموسم
اقيمت هذه النسخة في كوالالمبور- ماليزيا وشارك فيها 12 فريقا فازت الهند بهذه البطولة بعد تغلبها في المباراة النهائية (2-0) فيما حققت ألمانيا الغربية المركز الثالث بعد تغلبها على ماليزيا (4-0)